# Rafael Zúniga
José Rafael Zúniga Euceda (Tegucigalpa, M.D.C., Francisco Morazán, 13 de mayo de 1990) es un futbolista hondureño. Su posición de juego es de guardameta, actualmente jugando para el Club Deportivo Honduras Progreso

## Clubes
| Club              | País     | Año         |
| ----------------- | -------- | ----------- |
| Real España       | Honduras | 2011 - 2015 |
| Marathón          | Honduras | 2015 - 2016 |
| Juticalpa         | Honduras | 2016 - 2017 |
| Platense          | Honduras | 2017 - 2020 |
| Olimpia           | Honduras | 2020 - 2022 |
| Platense          | Honduras | 2022 - 2022 |
| Vida              | Honduras | 2022 - 2023 |
| Honduras Progreso | Honduras | 2023 - ?    |

## Palmarés

### Campeonatos nacionales
| Título                    | Club        | País     | Año  |
| ------------------------- | ----------- | -------- | ---- |
| Liga Nacional de Honduras | Real España | Honduras | 2013 |
| Copa de Honduras          | Platense    | Honduras | 2018 |